# Kościół Rozesłania św. Apostołów w Chełmie
Kościół Rozesłania św. Apostołów w Chełmie – kościół parafialny w parafii rzymskokatolickiej pod tym samym wezwaniem, położony przy ul. Lubelskiej 55 w Chełmie.

## Historia
Ufundowany przez Króla Polski Władysława Jagiełłę za zasługi Chorągwi Białego Niedźwiedzia z Chełma, która miała znaczący udział w bitwie pod Grunwaldem. Pierwotnie był to kościół drewniany wzniesiony w 1417. W 1578 kościół spłonął, po czym na jego miejscu wybudowano w 1585 kościół murowany, który został w 1754 rozebrany z powodu złego stanu technicznego. W latach 1753–1763 zbudowano obecny kościół pw. Rozesłania św. Apostołów. Fundatorami byli Marianna i Andrzej Wolscy oraz Wacław Piotr Rzewuski. Budowę kościoła powierzono architektowi Pawłowi Antoniemu Fontanie a pracami budowlanymi kierował Tomasz Rezler. Kościół konsekrował w 1795 biskup Jan Kanty Lenczowski.
Świątynia uniknęła zniszczeń w ciągu swej historii, była tylko wielokrotnie remontowana, ostatni raz w 1994, kiedy to wymieniono pokrycie dachu na blachę miedzianą i położono tynki zewnętrzne.

## Architektura

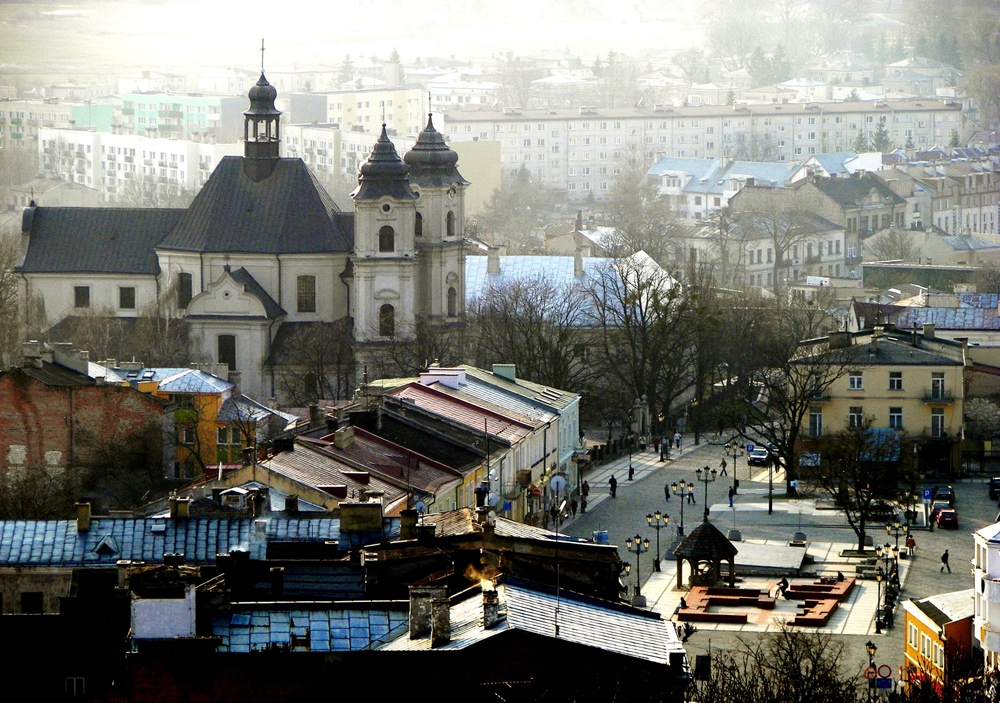
Kościół Rozesłania św. Apostołów na tle miejskiej zabudowy

Trzynawowy kościół został wzniesiony w stylu późnobarokowym. Fasada zachodnia z dwiema skośnie ustawionymi wieżami, w charakterystyczny sposób odsuniętymi od eliptycznego korpusu z obejściem i z wydłużoną prostokątnie partią wschodnią. Na prawej wieży umieszczono w 1970 zegar.
Przy prezbiterium znajdują się dwie prostokątne zakrystie z lożami na piętrze. Ośmioboczna nawa główna jest otoczona obejściem z kaplicami. Na dachu nawy znajduje się sygnaturka.
Na dziedzińcu przed fasadą stoją symetrycznie ustawione figury późnobarokowe: Matki Boskiej Łaskawej i św. Józefa Kalasantego.

## Wystrój wnętrza
Późnobarokowa polichromia (ok. 1758), pędzla Józefa Majera, była przemalowywana i kilkakrotnie restaurowana.
Drewniane ołtarze, ambonę i chrzcielnicę wykonał w stylu rokokowym w trzeciej ćwierci XVIII w. Michał Filewicz. W ołtarzu głównym znajduje się krucyfiks, a na zasuwie – obraz Matki Boskiej Nieustającej Pomocy. Ołtarze boczne po lewej stronie mieszczą obrazy Matki Boskiej Częstochowskiej, św. Antoniego, Adoracji Matki Boskiej przez św. Józefa Kalasantego, św. Kajetana z Dzieciątkiem i Matki Bożej (wszystkie pędzla Szymona Czechowicza). Ołtarze boczne po prawej zawierają obrazy: św. Józefa z Dzieciątkiem – (pędzla Czechowicza), Matki Boskiej Łaskawej, Przemienienia Pańskiego (kopia Rafaela). W nawie stoją zabytkowe ławki rokokowe i cztery późnobarokowe konfesjonały. W zakrystii znajdują się zabytkowe naczynia i szaty liturgiczne.